# 細川教祐
細川 教祐（ほそかわ のりすけ）は、室町時代の人物。細川阿波守護家4代当主・細川持常の弟。仮名は六郎、官途名は兵部少輔、院号は善勝院。

## 概要
「教」の字は6代将軍・足利義教から偏諱の授与を受けた。子の成之は兄持常の養子となった。